# Universiteit Greifswald
De Universität Greifswald, tot 2018 Ernst-Moritz-Arndt-Universität Greifswald geheten, is een universiteit in de stad Greifswald in de Duitse deelstaat Mecklenburg-Voor-Pommeren. 

## Historie
De instelling werd als academie in 1456 gesticht en is daarmee na die van Rostock de op een na oudste in het Oostzeegebied. Studenten uit het Oostzeegebied tot en met het huidige Letland en Estland volgden hier vooral een Luthers-theologische studie. 
Van 1933 tot 2018 heette de universiteit Ernst-Moritz-Arndt-Universität Greifswald. Naamgever was de 19de-eeuwse dichter en publicist Ernst Moritz Arndt. Na een periode van discussie sinds 2009 werd in 2018 zijn naam verwijderd. Niet in de eerste plaats zijn Duits-nationale gedachten, die in de context van zijn tijd moeten worden gezien, als wel zijn antisemitisme, waarop de nationaalsocialisten teruggrepen, gaf daartoe aanleiding.

## Faculteiten
De universiteit telt vijf faculteiten:
- Rechten en economie (Rechts- und Staatswissenschaftliche Fakultät)
- Geneeskunde (Universitätsmedizin)
- Theologie (Theologische Fakultät)
- Geesteswetenschappen (Philosophische Fakultät)
- Wiskunde en natuurwetenschappen (Mathematisch-Naturwissenschaftliche Fakultät)

## Faciliteiten en onderzoekscentra
De universiteit beschikt over een modern academisch ziekenhuis en een sterrenwacht.

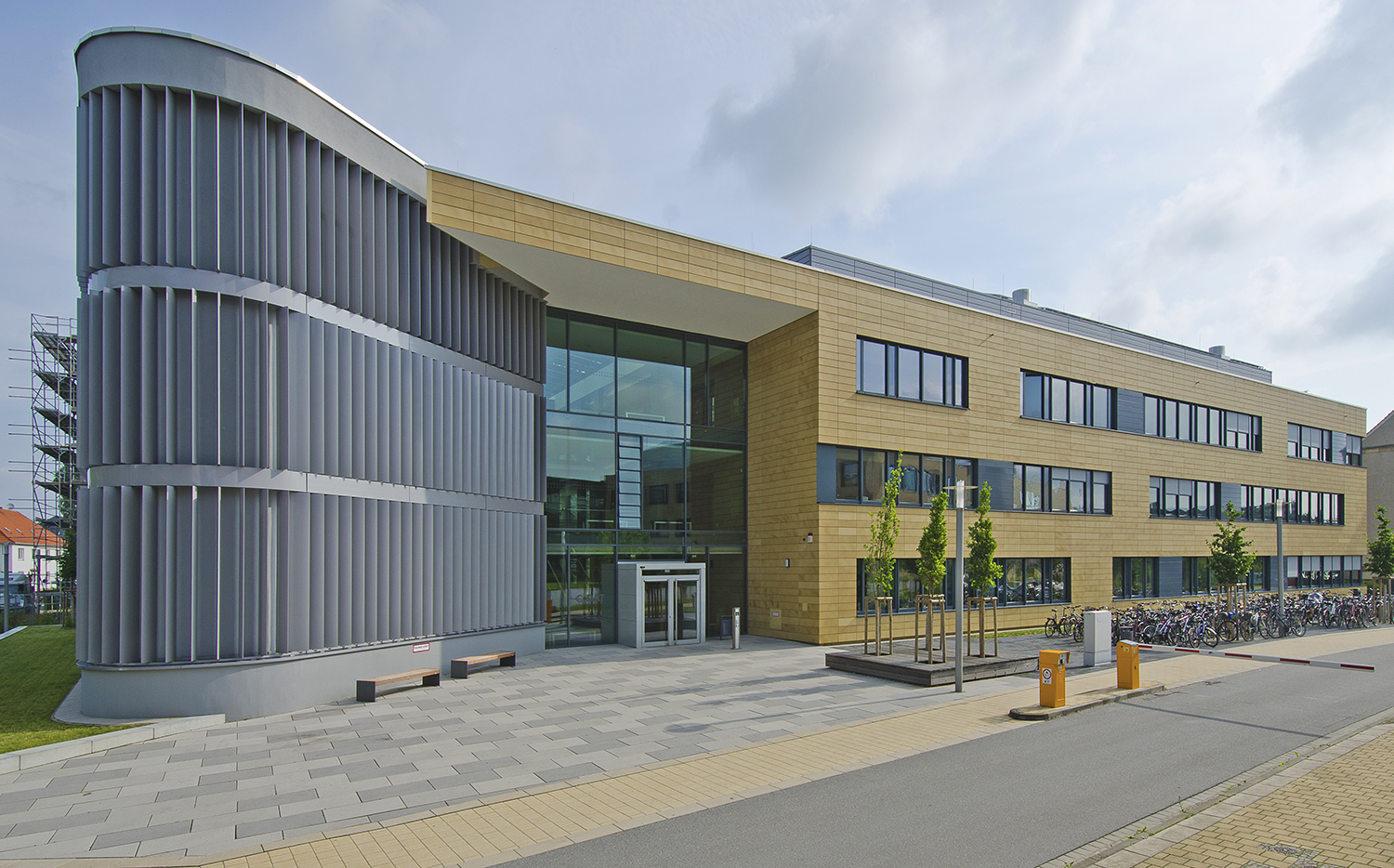
Gebouw van C_DAT
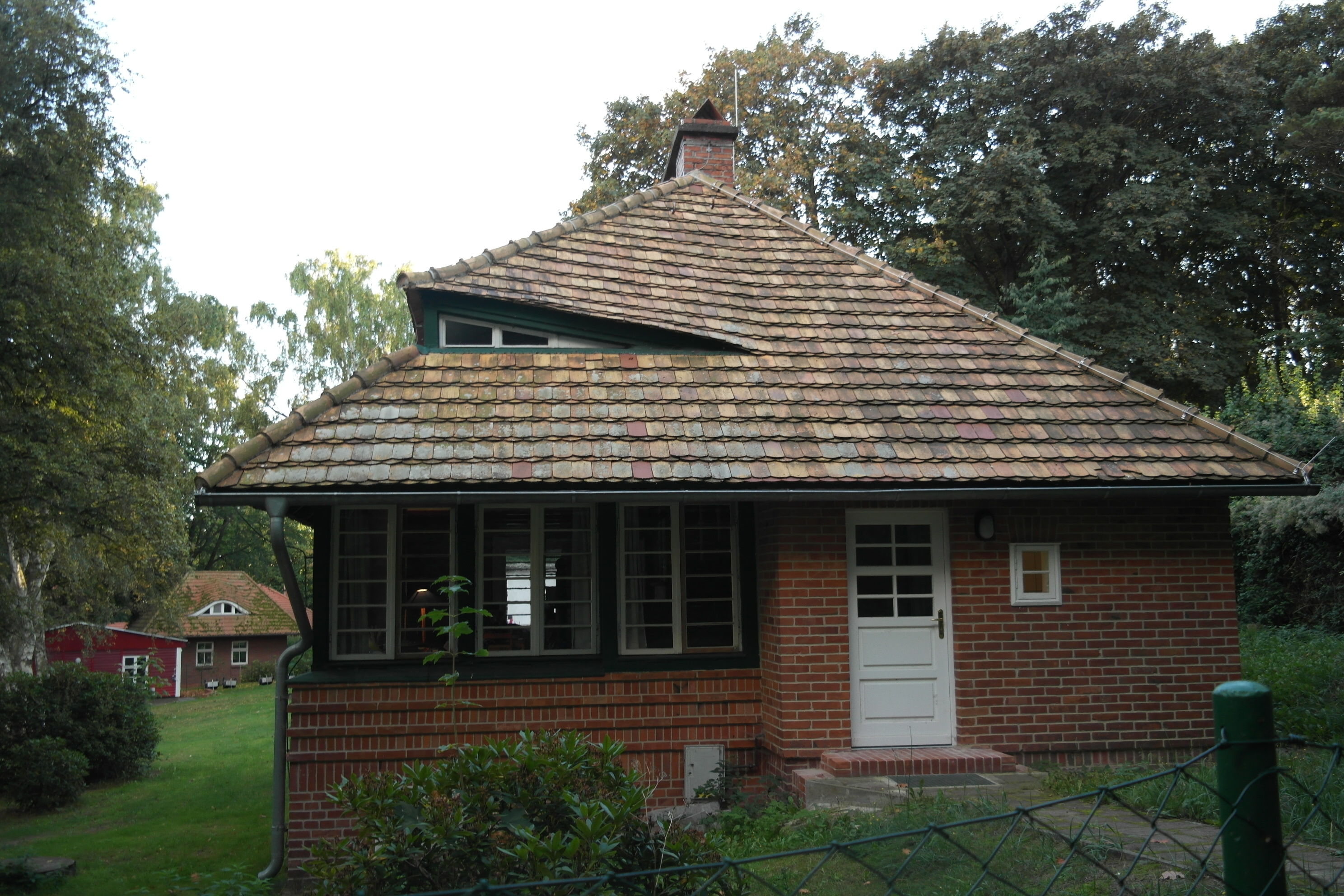
Gebouw Doktorandenhaus (1924) van de Biologische Station Hiddensee

De geneeskundige faculteit beschikt sedert eind 2011 over een speciaal researchinstituut met de naam C_DAT (Center of Drug Absorption and Transport). Hier wordt onderzoek naar de ontwikkeling en toepassing van moderne geneesmiddelen gedaan. De geneeskundige faculteit van Greifswald heeft in Duitsland een uitstekende reputatie, maar stelt aan aankomende studenten geneeskunde en tandheelkunde zeer hoge toelatingseisen.
De universiteit is mede toonaangevend in de natuurkundige discipline plasmafysica. Zie: Wendelstein 7-X.
De natuurwetenschappelijke faculteit (subfaculteit Biologie) is sedert plm. 2009 toonaangevend in West- en Midden-Europa op het gebied van onderzoek naar paludicultuur. Hieronder wordt verstaan het als land- of tuinbouw verbouwen van gewassen in of op levend hoogveen (o.a. veenmos) of laagveen. Ook beschikt de universiteit reeds sinds 1930 over wetenschappelijke onderzoeksfaciliteiten (ecologie, locatie: Biologische Staton Hiddensee) op het eiland Hiddensee.
Aan de faculteit geesteswetenschappen kan men niet alleen filosofie, maar ook kunstgeschiedenis en Noordoost-Europese talen studeren (Fin-Oegrische talen, Slavische talen, Noordgermaanse talen en Baltische talen). 

## Bekende alumni en medewerkers
- Johannes Stark
- Gerhard Domagk
- Johannes Bugenhagen
- Felix Hausdorff
- Ulrich von Hutten
- Gustav Mie
- Ferdinand Sauerbruch
- Carl Schmitt
- Bernhard Windscheid